# Antonia Petrova
Antonia Petrova Beredin (Антония Петрова Бередин en búlgaro; 13 de mayo de 1984, Pazardzhik) es una abogada, actriz y reina de belleza búlgara. Fue ganadora de Miss Bulgaria en 2009. Representó a su país en Miss Mundo 2009 que se celebró en diciembre de 2009. Coronó a su sucesora como Miss Bulgaria, Romina Andonova, en abril de 2010.
Casi inmediatamente después de ganar su corona, Petrova Beredin participó en VIP Brother 3 en Bulgaria. Permaneció 14 días en la casa, hasta que decidió abandonarla de forma voluntaria.
Petrova ha estudiado derecho en la Universidad de Economía Nacional y Mundial.